# Wood Bay
Wood Bay – zatoka Morza Rossa rozciągająca się wzdłuż wybrzeża Ziemi Wiktorii między Cape Johnson i Aviator Glacier Tongue na północy a Przylądkiem Waszyngtona na południu. 

## Nazwa
Nazwa, nadana przez Jamesa Clarka Rossa (1800–1862), upamiętnia Jamesa F.L. Wooda (1820–1864), oficera statku wyprawy Rossa „Erebus” .

## Geografia
Wood Bay rozciąga się wzdłuż wybrzeża Ziemi Wiktorii między Cape Johnson i Aviator Glacier Tongue na północy a Przylądkiem Waszyngtona na południu .

## Historia
Zatoka została odkryta w 1841 roku przez Jamesa Clarka Rossa (1800–1862) .